# 查希尔·艾哈迈德·巴巴尔
查希尔·艾哈迈德·巴巴尔  空軍元帥，是一名巴基斯坦空軍的高級軍官。现任巴基斯坦空軍參謀長。2021年3月19日，他从他的前任穆贾希德·安瓦尔·汗手中接管了巴基斯坦空军的指挥权。